# Figueirense Futebol Clube
El Figueirense Futebol Clube és un club de futbol brasiler de la ciutat de Florianópolis a l'estat de Santa Catarina. El nom del club prové del barri (al centre de la ciutat) on està situat el club.

## Història
El club fou fundat el 12 de juny de 1921 amb el nom de Figueirense Foot-ball Club. El 1932 guanyà el seu primer campionat estatal, iniciant l'època daurada del club durant els anys 30. L'any 1972 el club finalitzà amb un període de trenta anys en el que no guanyà cap títol. Un nou període negre de 17 anys sense títols és trencat el 1994 amb un nou campionat estatal. L'any 1995 guanyà el Torneio Mercosul (no s'ha de confondre amb la Copa Mercosur) a Santa Catarina. El seu primer títol (i únic a data de 2006) títol internacional. El 2001 fou finalista del campionat brasiler de segona divisió, aconseguint l'ascens a primera divisió.

## Palmarès
- 1 Torneio Mercosul: 1995
- 18 Campionat catarinense: 1932, 1935, 1936, 1937, 1939, 1941, 1972, 1974, 1994, 1999, 2002, 2003, 2004, 2006, 2008, 2014, 2015, 2018

## Jugadors destacats
- Agnaldo
- Albeneir
- Cléber
- Edmundo
- Jorge Fossati
- Sérgio Gil
- Valdo
- Marcos Assunção